# Званцов, Александр Петрович
Александр Петрович Званцов (1782 — 18 сентября 1838) — герольдмейстер Правительствующего сената, статский советник.

## Биография
Александр Петрович Званцов родился в 1782 году в многодетной дворянской семье камер-фурьера Петра Павловича Званцова и его жены Анастасии Францевны, урождённой Мильнер.
С 1797 года служил в Коллегии иностранных дел. В 1805 году был коллежским асессором при Чрезвычайном полномочном после в Вене. В 1806 году произведён в надворные советники.
В 1815 году коллежскому советнику А. П. Званцову был пожалован орден Святого Владимира 4 степени. В 1821 году А. П. Званцов имел чин статского советника и награждён орденом Святой Анны 2 степени. В 1825 году награждён орденом Святого Владимира 3 степени.
С 1827 по 1837 годы являлся герольдмейстером Правительствующего сената. В 1828 году награждён алмазными укрощениями к ордену Святой Анны 2 степени. В 1831 году был награждён Знаком отличия беспорочной службы за XXX лет.
За время руководства А. П. Званцовым, Герольдия составила большое количество гербов титулованных родов Российской империи. В 1830 году герольдмейстер направил на Высочайшее утверждение новый Государственный герб Российской империи. Император Николай I принял два официальных типа гербов: на одном, упрощённом, у орла только основные элементы. На втором официальном варианте герба на крыльях орла появляются титульные гербы: на правом — Казанский, Астраханский, Сибирский, на левом — Польский, Таврический, Финляндский.
В 1832 году были утверждены новые штаты Герольдии, которая состояла из трех экспедиций во главе с товарищем (помощником) герольдмейстера: 1-я — дела об отыскании и причислении к дворянству, производство в чины, перемена фамилий, гербы; 2-я — определение и увольнение со службы, производство в чины на вакансии в отдельных губерниях, об ордене св. Владимира; 3-я — ревизия дворянских собраний, о принятии в Российское подданство, Штакельберг
С мая 1832 года новой функцией Герольдии и Герольдмейстера, согласно высочайше утверждённому мнению Государственного Совета, стало рассмотрение дел о перемене и передаче фамилии. В апреле 1832 года Герольдии поручалось охранять сословные права почетных граждан.
В 1836 году была учреждена Герольдия в Царстве Польском; утверждена десятая часть Общего Гербовника дворянских родов Всероссийской Империи. В том же году на Герольдию была возложена обязанность составления «Гербовника дворянских родов» и печатание его, по мере подписания, с гравированными гербами и изготовление Департаментом Герольдии дипломов «с большим тщанием и искусством».
Умер Александр Петрович Званцов в Санкт-Петербурге 18 сентября 1838 года.

## Семья
- Отец — Званцов Пётр Павлович родился в 1753 году в Хотине (принадлежал в то время Турции) в семье чиновных родителей. В 1769 году во время русско-турецкой войны (1768—1774), попал в плен. Великий князь Павел Петрович (будущий император Павел I) приблизил к себе турецкого юношу, стал его крёстным отцом и дал ему своё отчество (назвав его Пётр Павлович Жванцов; в конце XIX века написание фамилии трансформировалось: Жванец — Жванцов — Званцов — Званцев). Пётр стал приближенным слугой-камердинером у крёстного. В 1774 году Званцов вступил рядовым в Кирасирский полк. 25 марта 1799 года камер-фурьер 6-го класса при Всероссийском Императорском Дворе П. П. Званцов был пожалован в дворянское достоинство и получил родовой герб, в символике которого отражён переход к новому вероисповеданию — православный крест и поверженный мусульманский полумесяц[14]. Был владельцем имения в Нижегородской губернии (400 душ крепостных)[1]. Умер 5 октября 1820 года от водяной болезни, похоронен на Волковском кладбище[15].
- Мать — Анастасия Францевна Мильнер (Мольнер) (1764—02.02.1833), дочь придворного золотошвея, выходца из Венгрии[1].
  - Братья — Пётр, Иван, Сергей, Михаил
  - Две сестры[16].
  - Жена — Екатерина Алексеевна Званцова, брак заключён в 1815 году.
    - Внучатая племянница — Званцева, Елизавета Николаевна (30 ноября 1864 — 22 августа 1921) — художница, ученица И. Е. Репина, владелица имения Тарталеи, основательница студий рисования и живописи в Москве и Санкт-Петербурге.